# Packungsgrößenkennzeichnung
Die Packungsgrößenkennzeichnung für Medikamente ist eine in Deutschland bestehende Normierung der in der Apotheke abzugebenden Menge (Stückzahl bei Tabletten, Kapseln, Zäpfchen und anderen einzeldosierten Formen, Milliliter oder Gramm bei halbfesten und flüssigen Mitteln) eines Fertigarzneimittels im Rahmen der vertragsärztlichen Versorgung.

## Grundlagen
| Packungsgrößenkennzeichnung                                                              |
| ---------------------------------------------------------------------------------------- |
| Bei gleicher Stückzahl können je nach Therapiedauer verschiedene Normgrößen resultieren: |
| 100 Dragees für maximal 33 Tage: N2 100 Kapseln für 100 Tage: N3                         |

Rechtsgrundlage der Normierung war bis 2010 die Packungsgrößenverordnung (PackungsV). Sie ordnete folgende drei Packungsgrößen zu – das N steht für Normgröße:
- N1 – kleine Packung
- N2 – mittlere Packung
- N3 – große Packung

Welche Packungsgröße als „klein“, „mittel“ und „groß“ zu bezeichnen ist, ist für Arzneimittel verschiedener Anwendungsgebiete unterschiedlich geregelt, siehe unten. Weiterhin gibt es noch die Kennzeichnung als „Klinikpackung“.
Durch das Arzneimittelmarktneuordnungsgesetz (AMNOG) vom 22. Dezember 2010 (BGBl. I S. 2262, 2275) änderte sich die Packungsgrößenkennzeichnung N1, N2 und N3 und wurde auf die Dauer der typischen Behandlungszyklen abgestimmt. Durch diese Änderung der Rezepturmenge soll vermieden werden, dass während eines Behandlungszyklus eine neue Arzneimittelverordnung erforderlich wird bzw. die verordnete Stückzahl den therapeutischen Bedarf erheblich übersteigt.
Weil die Dauer der jeweiligen Behandlungszyklen erst definiert werden musste, sah das AMNOG eine Übergangsfrist bis zum 1. Juli 2013 vor, um die erforderliche Umstellung vorzunehmen. Seitdem beziehen sich die Packungsgrößen auf die Therapiedauer.
Das bedeutet nun:
- N1: Packungen für die Akuttherapie oder zur Therapieeinstellung für eine Behandlungsdauer von zehn Tagen bei einer Abweichung von bis zu 20 Prozent.
- N2: Packungen für die Dauertherapie, die einer besonderen ärztlichen Begleitung bedarf, für eine Behandlungsdauer von 30 Tagen bei einer Abweichung von bis zu zehn Prozent.
- N3: Packungen für die Dauertherapie für eine Behandlungsdauer von 100 Tagen bei einer Abweichung von bis zu fünf Prozent (nur nach unten).

Bis zum AMNOG entsprachen die Größenangaben keiner konkreten Anzahl von Tabletten, Kapseln oder einer definierten Menge in Millilitern. Durch diese Änderung der Definition im AMNOG ändern sich die Messzahlen auf die Packungsgrößenkennzeichnung.
So gelten z. B. als N1 alle Packungsgrößen mit „Menge“ = „Messzahl für N1“ ± 20 %
| Größe | Bsp.-Messzahl | mögl. Abweichung | Menge  |
| ----- | ------------- | ---------------- | ------ |
| N1    | 20            | ± 20 %           | 16–24  |
| N2    | 50            | ± 10 %           | 45–55  |
| N3    | 100           | – 5 %            | 95–100 |

## Geschichte
Im Februar 1980 hatten sich Krankenkassen, Vertragsärzte, Apotheker und Pharmaindustrie auf eine Reduzierung der Verpackungsgrößen von ursprünglich acht auf drei geeinigt und bis Ende 1982 umgesetzt.
Bis 2003 richtete sich die gesetzliche Zuzahlung nach der Normgröße (zuletzt N1 4,- EUR, N2 4,50 EUR, N3 5,- EUR). Seit 2004 richtet sich die Zuzahlung jedoch nach dem Preis des Arzneimittels.

## Bedeutung
Der Sinn der Normgrößen ist, die Abgabe unnötig großer oder unvorteilhaft kleiner Packungen zu Lasten der gesetzlichen Krankenkassen zu vermeiden. Damit soll erreicht werden, dass Medikamente nur im Umfang der erforderlichen Therapie und zugleich wirtschaftlich vertretbar die Solidargemeinschaft belasten.
Die Angabe einer Normgrößenbezeichnung ist nicht eindeutig einer bestimmten Packungsgröße zugeordnet. So sind etwa die meisten Insuline in Packungen zu 5 Patronen oder zu 10 Patronen (beide N2) erhältlich; die Packungsgrößen N1 und N3 existieren hier nicht. Während bei bestimmten Migränemitteln die kleinste N1 zwei und die N3 maximal 18 Tabletten enthält, gibt es AIDS-Medikamente mit 540 Tabletten in einer N3; die N1 enthält hier bereits 180 Tabletten. Die Normgrößen differieren je nach Art des Arzneimittels und stecken eine Bandbreite für Arzneimittelmengen fest, die – in der Regel – für eine kurzzeitige, für eine mittellange oder aber langfristige Behandlungsdauer (etwa bei chronischen Erkrankungen) unter Wahrung der Wirtschaftlichkeit verordnet werden sollten.
Auch Packungen, deren Inhaltsmenge zwischen zwei Normgrößen liegt, sind zu Lasten der Krankenkassen abrechnungsfähig, soweit nicht sonstige Gründe entgegenstehen. Jedoch sind Packungen, deren Inhalt die größte definierte Normgröße (meist N3) überschreitet, als sogenannte Jumbopackungen keine Kassenleistung (s. § 2 Abs. (5) der Packungsgrößenverordnung). Arzneimittel, die nicht erstattungsfähig sind, dürfen nicht mit einer Normgröße gekennzeichnet sein.

## Beispiele für Normgrößen
Packungsgrößen von Arzneimitteln werden vom Bundesinstitut für Arzneimittel und Medizinprodukte (BfArM) in Abstimmung mit dem BMG festgesetzt. Eine Verwaltungsvorschrift regelt das Vorgehen im konkreten Fall. Die Normgröße (N1, N2 oder N3) orientiert sich an Messzahlen, die wirkstoff- und darreichungsformbezogen vergeben werden. Die Messzahlen werden basierend auf Applikationshäufigkeit und Applikationsmenge ermittelt.
Die Tabelle zeigt einige Beispiele (Stand Juli 2020) für verschiedene Darreichungsformen und Anwendungsgebiete: Die in den Spalten N1, N2 oder N3 der Tabelle angegebenen Messzahlen legen fest, wie die Normgrößen in der jeweiligen Produktgruppe zuzuordnen sind. Beispiel Blutdrucksenker: Packungen bis maximal 30 Stück (Tabletten, Kapseln usw.) gelten als Normgröße N1, 31 bis 60 Stück als Normgröße N2 und 61 bis 100 Stück als Normgröße N3.
| Abgeteilte perorale Arzneiformen (Tabletten, Kapseln usw.)    |     |     |     |
| Stückzahl als Messzahl                                        | N1  | N2  | N3  |
| Blutdrucksenker                                               | 30  | 60  | 100 |
| Mittel gegen Zuckerkrankheit                                  | 30  | 120 | 200 |
| Schlafmittel/Beruhigungsmittel                                | 10  | 20  | 50  |
| Triptane (Migränemittel)                                      | 3   | 6   | 12  |
| Abgeteilte rektale und vaginale Arzneiformen (z. B. Zäpfchen) |     |     |     |
| Stückzahl als Messzahl                                        | N1  | N2  | N3  |
| Schlafmittel/Beruhigungsmittel                                | 5   | –   | –   |
| Abführmittel                                                  | 6   | 12  | 30  |
| Nicht abgeteilte perorale Arzneiformen (Tropfen, Säfte usw.)  |     |     |     |
| Gramm oder Milliliter als Messzahl                            | N1  | N2  | N3  |
| Beruhigungsmittel, Einzeldosis bis 3 g bzw. ml                | 30  | 50  | 100 |
| Beruhigungsmittel, Einzeldosis bis 5 g bzw. ml                | 100 | 250 | –   |

Auch für weitere Arzneiformen wie abgeteilte Darreichungsformen zur Injektion oder Infusion, dermale und topische Zubereitungen, Implantate, Inhalationsmittel und andere sind Messzahlen und Normgrößen definiert, ebenso gibt es Regelungen für Kombinationsarzneimittel.
Eine vollständige Übersicht der Messzahlen bietet eine Anlage zur Verwaltungsvorschrift.